# 容观夐
容观夐（1922年2月—2018年7月2日），男，广东中山人，中国人类学家。中山大学教授。

## 生平
1922年2月出生。1946年毕业于广州国立中山大学社会学系，研究生分别就读于中山大学文科研究所人类学部、美国得克萨斯州立大学人类学研究所。1950年回国，同年12月参加工作。先后在中山大学社会学系、广东法商学院社会学系、武汉中南民族学院工作，1953年至1958年兼任中南民族学院文物馆主任，建立中南区少数民族陈列馆。后又在中央民族学院从事人类学、民族学教学与研究。
1981年至1985年担任中山大学人类学系副主任。曾任中国民族史学会顾问、百越史学会名誉理事、中国人类学会理事、广东省民族研究学会名誉会长、广东省民俗学会副会长、广西瑶学会顾问等职。
2018年7月2日在广州逝世，享年96岁。

## 著作
- 容观夐; 乔晓勤. . 广西民族出版社. 1992年.
- . 广西民族出版社. 1999年. ISBN 9787536336841.
- . 民族出版社. 2003年.